# Turismo sexual infantil
O turismo sexual infantil é o turismo para fins de prostituição de crianças que comercialmente facilita o abuso sexual de crianças. O turismo sexual infantil resulta em consequências física e mental para as crianças exploradas, o que pode incluir " doenças (incluindo o HIV/AIDS), dependência de drogas, gravidez, desnutrição, ostracismo social e, possivelmente, a morte", de acordo com o Departamento de Estado dos Estados Unidos. O turismo sexual infantil, parte de bilhões de dólares da indústria global de turismo sexual, é uma forma de prostituição infantil dentro do amplo problema da exploração sexual comercial de crianças. O turismo sexual infantil vitimiza cerca de 2 milhões de crianças em todo o mundo. As crianças que se prostituem no turismo sexual comercial, muitas vezes, foram atraídas ou raptadas para a escravidão sexual.
Os usuários de crianças para fins comerciais e fins sexuais podem ser categorizados por motivação. Ao contrário da crença popular, os pedófilos não são a maioria dos usuários. Há abusadores preferenciais que são aqueles que preferem crianças, porque supõem que o risco de doenças venéreas podem ser menores. Há também usuários situacionais, aqueles que não buscam ativamente por crianças, mas para os quais o próprio ato é oportunista; podendo ser uma falta de preocupação em verificar a idade de uma prostituta antes de se envolver em atividade sexual. A maioria das crianças vítimas de exploração são menores de 12 anos de idade.
Os pedófilos usam a Internet para planejar suas viagens procurando e trocando informações sobre oportunidades de turismo sexual infantil, onde crianças mais vulneráveis podem ser encontradas, que geralmente as áreas de baixa renda. Alguns governos têm estabelecido leis para permitir o julgamento de seus cidadãos por abuso sexual de menor cometidos fora do seu país de origem. No entanto, enquanto as leis contra o turismo sexual infantil podem deter criminosos situacionais que podem agir impulsivamente, os pedófilos que viajam especificamente para o propósito de exploração de crianças não são facilmente detidos.

## Antecedentes
O turismo sexual infantil tem sido intimamente ligado à pobreza, conflitos armados, a rápida industrialização e a explosão do crescimento da população. Na América Latina e Sudeste da Ásia, por exemplo, as crianças de rua, muitas vezes recorrem à prostituição como um último recurso. Além disso, as crianças vulneráveis são alvos fáceis para exploração por traficantes.
O turismo sexual infantil também tem sido complicado por diferentes leis de idades de consentimento que, exemplo, a idade de consentimento é de 13 anos no Japão enquanto no Bahrein é 21 anos.
Tailândia, Camboja, Índia, Brasil e México têm sido identificados como os principais focos de exploração sexual infantil.
Na Tailândia, o número exato de crianças prostitutas não é conhecido, mas o Instituto de Pesquisa do Sistema de Saúde da Tailândia relata que o número de crianças em prostituição constituem 40% das prostitutas na Tailândia. No Camboja, foi estimado que cerca de um terço de todas as prostitutas são menores de 18 anos. Na Índia, a polícia federal diz que cerca de 1,2 milhão de crianças são acreditadas estarem envolvidas em prostituição. Até recentemente o Brasil foi considerado o segundo em tráfico sexual de crianças, após a Tailândia. No relatório de Chris Rogers no BBC Mundo "Agora, o Brasil está ultrapassando a Tailândia como o destino de turismo sexual mais popular do mundo". O DLN relata que "o Brasil no momento, está em alta no turismo sexual infantil e tudo indica que deve assumir o primeiro lugar, ultrapassando a Tailândia." 
O turismo sexual de crianças cria enormes incentivos monetários para os traficantes. O tráfico de seres humanos resulta em cerca 1,2 milhão de vítimas crianças. O Escritório das Nações Unidas contra a Droga e Crime (UNODC), declarou recentemente que mais de 79% de todo tráfico global é para fins de exploração sexual e é uma das atividades criminosas do mundo que mais cresce.
A UNICEF nota que a atividade sexual é muitas vezes vista como um assunto privado, fazendo com que as comunidades fiquem relutantes em agir e intervir em casos de exploração sexual. Essas atitudes fazem tornam as crianças mais vulneráveis à exploração sexual. A maior parte da exploração de crianças acontece como resultado de sua absorção no comércio sexual de adultos, onde são exploradas pela população local e turistas sexuais. A Internet oferece uma eficiente ferramenta para contato global para pessoas compartilhem informações sobre destinos e contratos.
Um dos fatores que empurram o Brasil para o topo da lista dos países de destino é o uso extensivo do Esporte e da indústria da Pesca na Amazônia Brasileira como um front. O Relatório do Departamento de Estado dos EUA de 2008 afirma que "Na metade do ano, a Polícia Federal em Manaus, começou a investigar alegações de que propriedade estrangeira de uma empresa de viagens organizavam expedições de pesca na região Amazônica, que eram, na realidade, turismo sexual para pedófilos dos Estados Unidos e Europa . No final do ano, a investigação estava em andamento em coordenação com os encarregados da aplicação da lei." Outro relatório do Departamento de Estado dos EUA afirma (página 85) "Em uma nova tendência, algumas expedições organizadas de pesca da Amazônia eram organizadas com o propósito de turismo sexual infantil para exploradores americanos e europeus." Relatórios recentes sobre na Fox Atlanta e ABC World News Tonight ajudaram a trazer luz sobre isso.

## Turismo sexual infantil por webcam
De acordo com a estimativa do FBI, há 750.000 predadores on-line a qualquer momento em 40.000 salas de bate-papo públicas. Ofertas de 20.000 usuários da internet para pagar por sexo com performances por webcam foram encontradas em uma das 10 semanas de investigação realizadas a partir de um armazém em Amsterdam, na ação da filia holandesa da Terre des hommes contra o WCST, usando o "Sweetie", um modelo de computador 3D. De 21.000 autores, 1.000 foram identificados a partir da Austrália, Canadá, Alemanha, Gana, Índia, Itália, ilhas Maurícias, a Holanda, a África do Sul, Turquia, Reino Unidoe Estados Unidos, 110 agressores estavam baseados no Reino Unido e outros 254 foram rastreados nos EUA. Em conjunto com o Avaaz.org,  oTerre des Hommes da Holanda, criou uma petição online para pressionar os governos a adotarem políticas de investigação proativas para proteger as crianças contra o turismo sexual infantil por webcam.

## Resposta Global
Pelo menos 38 países têm leis extraterritoriais que permitem que seus cidadãos sejam processados especificamente para crimes de abuso sexual  cometidos enquanto no exterior e outros 31 países têm leis mais gerais que podem ser usadas para processar seus cidadãos por crimes cometidos durante viagens de turismo sexual infantil. Em resposta a CST, organizações não-governamentais (ONGs), a indústria do turismo e os governos começaram a abordar o problema. A Organização Mundial do Turismo (WTO) estabeleceu uma força-tarefa para combater o turismo sexual infantil. A OMC, a ECPAT (End Child Prostitution, Child Pornography and Trafficking of Children for Sexual Purposes) e operadores de turismo nórdicos criaram  o The Code of Conduct for the Sexual Exploitation of Children in Travel and Tourism  em 1996. Desde abril de 2013, mais de 1200 empresas de viagens a partir de 40 países tinham assinado o código.

## Policiamento do turismo sexual infantil

### América do Sul
- Brasil: O Departamento de Estado dos EUA informou que o turismo sexual infantil continua sendo um problema grave, especialmente em áreas turísticas do nordeste. A maioria dos turistas vêm da Europa e alguns dos Estados Unidos. As autoridades brasileiras não estão diretamente envolvidas com a repressão de turistas sexuais então permitem que ONGs julguem os participantes no turismo sexual infantil.[28] Uma lei brasileira recém-introduzido em 2000, afirma, "submeter criança ou adolescente, conforme definido no caput do artigo 2 (crianças: menores de 12 anos ; adolescentes: as pessoas entre 12 e 18 anos), a prostituição ou a exploração sexual é punida com pena de prisão de quatro a dez anos e multa."